# Frederik Willem de Vlaming
Frederik Willem (It) de Vlaming, bekend als W.F. de Vlaming, (Amsterdam, 12 oktober 1919 – Laren (Noord-Holland), 25 oktober 2000) was een Nederlands architect.
Hij was zoon van een commissionair in effecten Arij Leendert de Vlaming en Gerarda Craandijk. Hij was gedurende de Tweede Wereldoorlog enige tijd ondergedoken. Hij trouwde in 1954 met Louise Catharina (Louca) Asser, dochter van Hendrik Tobias Asser uit het geslacht Asser.
Hij kreeg zijn opleiding tot bouwkundig ingenieur aan de Technische Hogeschool Delft en studeerde daar in 1949 af. Al daarvoor ontwierp hij een pand in Rossum. Hij werd beïnvloed door Zwiers en Wieger Bruin. Hij heeft enige tijd als adviseur gewerkt bij Rijkswaterstaat. De Vlaming ging eerst werken bij een architectenbureau in Zwitserland, maar ging al spoedig samenwerken met Harry Salm. Ook heeft hij enige tijd samengewerkt met Peter Pennink. Een van De Vlamings bekendste ontwerpen is terug te vinden in het Hilton Amsterdam Hotel, dat hij samen met Salm en Huig Maaskant ontwierp. Voor diezelfde hotelketen ontwierp het drietal Hilton Rotterdam. Beide gebouwen zijn rijksmonument.
Naast het ontwerpen van gebouwen, had hij ook zitting in besturen en commissies. Hij had bijvoorbeeld zitting in het bestuur van de vereniging Hendrick de Keyzer. Hij was bestuurslid van de Bond van Nederlandse Architecten, namens welke instelling hij ook in het bestuur zijn van de Academie van Bouwkunst (Amsterdam), en de Centrale Commissie. In Amsterdam was hij tevens lid van de Welstandscommissie, een functie die hij ook bekleedde in Den Helder, Blaricum en op Texel. Hij had zitting in de raad voor Arbitrage in de Bouwbedrijven en Arbitrageinstituut Bouwkunst. Hij gaf gastcolleges aan de universiteit waar hij gestudeerd had.
De Vlaming en Salm zijn ook verantwoordelijk voor het gebouw Ringpark en het telecommunicatiegebouw in Amsterdam-Buitenveldert (de bijborende bekende toren is niet van hun hand, maar van de rijksgebouwendienst). Ook een uitbouw aan het Amstel Hotel komt uit de koker van De Vlaming en Salm. Tevens ontwierpen ze het Nationaal Sportcentrum Papendal, toen met collega H.M. Fennis. De dienstwoning behorende bij de radiotelescoop in Lhee is ook van hun hand.
De Vlaming was tevens begenadigd kunstschilder.

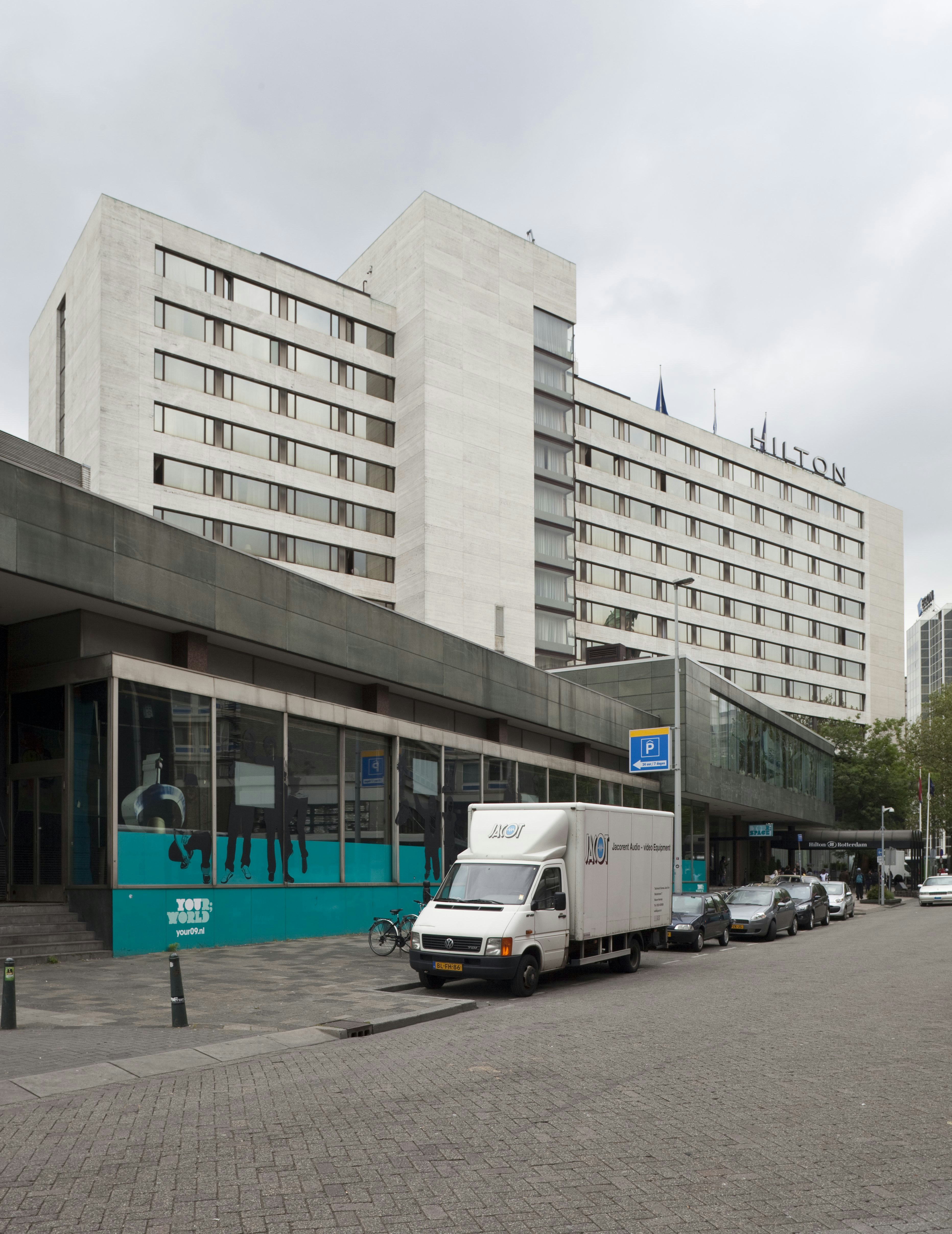
Hilton Rotterdam (mei 2010)
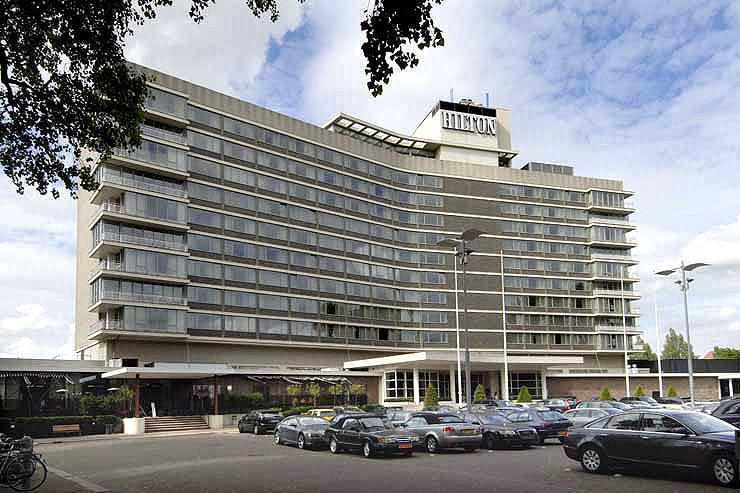
Hilton Amsterdam (september 2007)